# Збаразький Михайло Андрійович
Михайло Збаразький (*'д/н — 1554) — представник українського князівського та магнатського роду.

## Життєпис
Походив з впливового роду Збаразьких гербу Корибут. Молодший син Андрія Збаразького та Ганни Гербурт. Про дату народження невідомо. Напевне здобув домашню освіту.
Незабаром після смерті батька отримав від матері у подарунок велике село Ожигівці із замком. 1545 році успадкував Волочище, за нього це місто було перейменовано на Волочиськ. Князь Михайло сприяв тут розвитку торгівлі з іншими містами України. Сюди приїжджають купці з міст Кременця, Збаража та інших. В описі Крем'янецького замку за 1545 року сказано, що крем'янецькі міщани скаржилися в «Жалобі на побор нових не обычных пошлинь»: «вь Збаражи, вь Волочискахь і вь Жиговцах князь Михайло Збаражский сь матперью от воза по два гроша беруть». Ця документальна згадка стверджує, що плата за в'їзд в Ожигівці була такою, як у торгове місто Волочиськ. Також був першим серед Збаразьких володарем міста Прилуки. Разом з братами надавав значні кошти православній церкві.
Був одружений (ім'я невідоме, за іншими відомостями не був одружений), проте нащадків не залишив. Помер у 1554 році. Усі маєтності перейшли у спадок його дружині, потім до брата — Стефана.